# The E.P. Compilation
The E.P. Compilation är ett samlingsalbum av det svenska hardcorebandet Refused, utgivet 1997. Det sammanställer ep-skivorna Rather Be Dead, Everlasting, Pump the Brakes och This Is the New Deal plus några bonuslåtar. En remastrad och nedkortad version av albumet släpptes 2004 på Epitaph och Burning Heart Records.

## Låtlista (1997)
1. "Circle Pit" - 2:15
2. "Lick It Clean" - 3:01
3. "Jag äter inte mina vänner" - 4:42
4. "Voodoo People" - 3:00
5. "Bullet" - 1:16
6. "Cheap..." - 1:57
7. "Burn It" - 3:13
8. "Symbols" - 3:41
9. "Sunflower Princess" - 2:00
10. "I Am Not Me" - 2:30
11. "Everlasting" - 3:08
12. "The Real" - 2:34
13. "Pretty Face" - 2:14
14. "Half Mast" - 2:17
15. "Perception" - 2:24
16. "Who Died" - 1:37
17. "The New Deal" - 2:51
18. "Guilty" - 3:20
19. "Hate Breeds Hate" - 3:04
20. "Break" - 1:58
21. "Where's Equality" - 2:12
22. "Soft" - 2:45
23. "I Wish/D.R.S.S." - 6:49

## Utgiven av
- Startracks (1997)
- Burning Heart Records (1997)